# الرد المسلح (فلم)
الردُّ المُسلَّح (بالإنجليزية: Armed Response) هو فيلم حركة ورعب تم انتاجه في الولايات المتحدة، صدر سنة 2017. بطولة ويسلي سنايبس، سيث رولينز وآن هاش.

## القصة
فريق من النشطاء المُدرّبين على أعلى مستوى يجدون أنفسهم مُحتجزين داخل مُجمَّع عسكري منعزل بعد أن أُغلَق نظامه الإلكتروني بشكل مفاجئ، ثم يبدأ أعضاء الفريق في اختبار ظواهر غريبة ومرعبة أثناء محاولتهم اكتشاف الشيء الذي قتل الفريق السابق.

## وصلات خارجية
- الرد المسلح على موقع IMDb (الإنجليزية)
- الرد المسلح على موقع روتن توميتوز (الإنجليزية)
- الرد المسلح على موقع نتفليكس (الإنجليزية)
- الرد المسلح على موقع قاعدة بيانات الأفلام العربية
- الرد المسلح على موقع ألو سيني (الفرنسية)
- الرد المسلح على موقع Turner Classic Movies (الإنجليزية)
- الرد المسلح على موقع فيلمافينيتي (الإسبانية)
- الرد المسلح على موقع قاعدة بيانات الفيلم (الإنجليزية)
- الرد المسلح على موقع ليتربوكسد (الإنجليزية)
- الرد المسلح على موقع كينوبويسك (الروسية)
- الرد المسلح على IMDb
- الرد المسلح على Rotten Tomatos
- الرد المسلح على Metacritic